# الكلية التقنية ببريدة
الكلية التقنية ببريدة هي كلية حكومية انشأت في عام 1987 م / 1407 هـ،  بدأت الكلية بنظام تدريبي يتكون من أربع فصول تدريبية لخريجي المعاهد الصناعية فقط ويتخرج المتدرب بعدد 90 وحدة تدريبية. استمر هذا النظام حتى العام الجامعي 1413هـ حيث تم رفع عدد الفصول التدريبية إلى ست فصول تدريبية وتم تعديل الخطة التدريبية لتضم مواد تدريبية أكثر وإتاحة الفرصة لطلاب الثانوية العامة للالتحاق بالكليات. وفي العام 1420 ونظرا للتطور التقني وحاجة المؤسسات والشركات لخريجين ذوي مستوي متميز في اللغة الإنجليزية للتعامل مع الصناعة وخبراء الصناعة تم تعديل لغة الخطة التدريبية من اللغة العربية إلى اللغة الإنجليزية وزيادة عدد الساعات في المواد العلمية العامة كالرياضيات والفيزياء واللغة الإنجليزية وذالك بناء على رغبة أصحاب العمل في القطاع الخاص وتخفيض عدد الساعات التخصصية إلى 65-68 ساعة معتمدة. وفي العام 1422 هـ تم تعديل الخطة التدريبية إلى اللغة العربية مرة أخرى وادخل نظام المعايير المهنية الوطنية لتواكب التطور التقني العالمي وخفضت الساعات المطلوبة لتخرج المتدرب إلى 64-74 حسب التخصص وأدمجت المقررات وزيدت نسبة النظري إلى العملي من 30%-70% إلى 40%-60%تقريبا وخفضت الفصول التدريبية إلى خمس فصول منها فصل تدريبي كامل خصص للتدريب التعاوني والذي تم اعتماده بديلا لمشروع التخرج في كثير من التخصصات. تم تعيين عميد للكلية فهد بن علي العيد  بعد أنتقال العميد السابق جاسر سليمان الحربش إلى وزارة التعليم العالي قسم الأبتعاث

## أقسام وتخصصات الكلية والمؤهل المطلوب
| القسم               | التخصص                                            | المؤهل المطلوب                            |
| ------------------- | ------------------------------------------------- | ----------------------------------------- |
| تقنية الحاسب الآلي  | برمجيات - دعم فني - شبكات                         | ثانوية عامة (علوم طبيعية)                 |
| التقنية الإلكترونية | إلكترونيات صناعية وتحكم - الأجهزة الطبية          | ثانوية صناعية + ثانوية عامة (علوم طبيعية) |
| التقنية الكهربائية  | قوى كهربائية                                      | ثانوية صناعية + ثانوية عامة (علوم طبيعية) |
| التقنية الميكانيكية | تبريد وتكييف - إنتاج - مركبات - آلات ومعدات ثقيلة | ثانوية صناعية + ثانوية عامة (علوم طبيعية) |
| التقنية الإدارية    | محاسبة - إدارة مكتبية - تسويق                     | ثانوية عامة (علوم شرعية) + ثانوية تجارية  |

## الحصول على الاعتماد المؤسسي
حصلت الكلية في عام 2023، على الاعتماد المؤسسي الكامل الذي تمنحه هيئة تقويم التعليم والتدريب، وذلك بعد أن استوفت الكلية شروط الاعتماد المؤسسي ومعاييره المعتمدة، ويسري الاعتماد اعتبارا من شهر يناير 2023م إلى شهر ديسمبر 2023م 